# Coroatá (ort)
Coroatá är en ort i Brasilien.   Den ligger i kommunen Coroatá och delstaten Maranhão, i den nordöstra delen av landet, 1 400 km norr om huvudstaden Brasília. Coroatá ligger 37 meter över havet och antalet invånare är 34 129.
Terrängen runt Coroatá är platt.
Omgivningarna runt Coroatá är huvudsakligen savann. Runt Coroatá är det ganska glesbefolkat, med 25 invånare per kvadratkilometer.